# Catedral da Dormição (Moscovo)

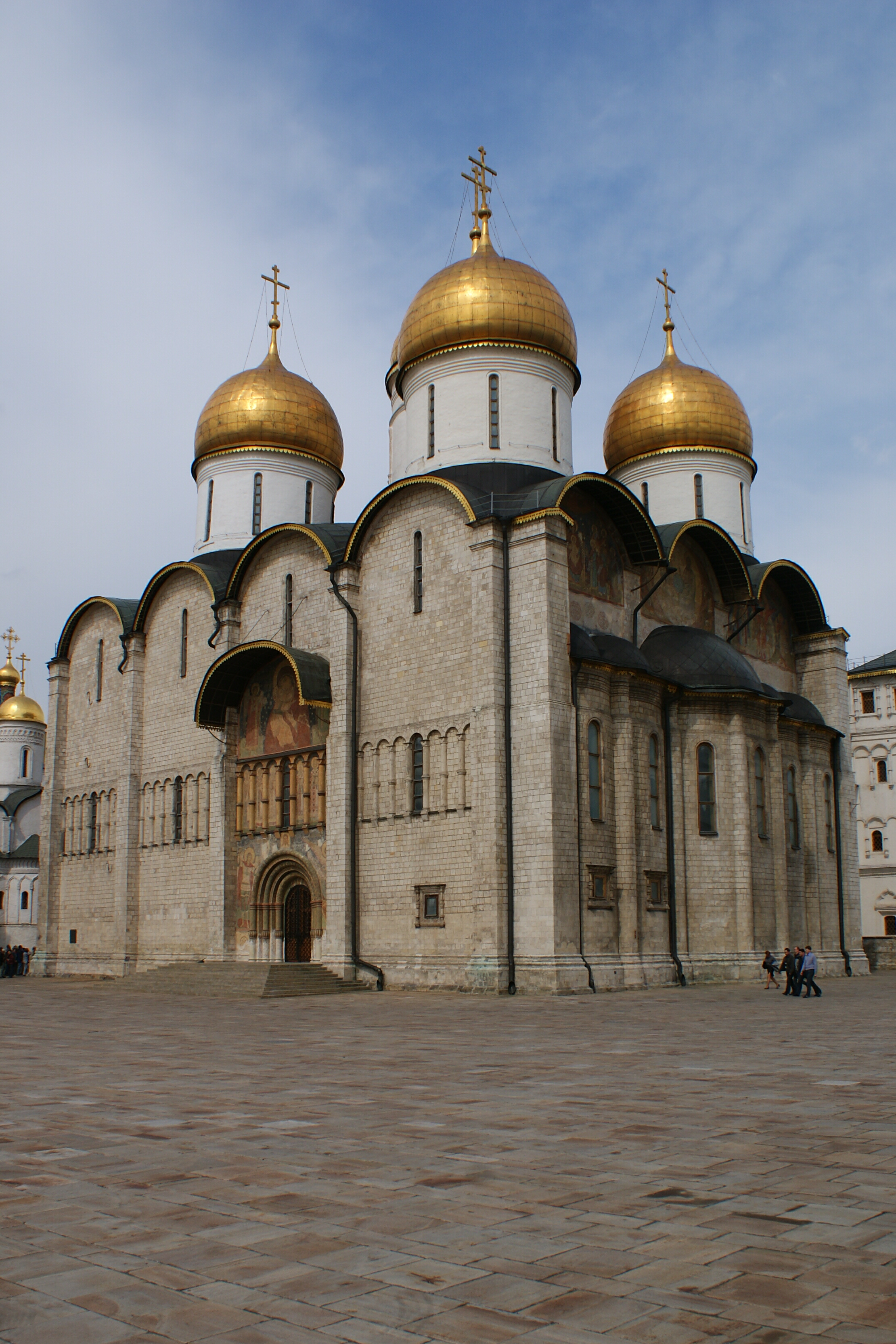
A Catedral da Dormição

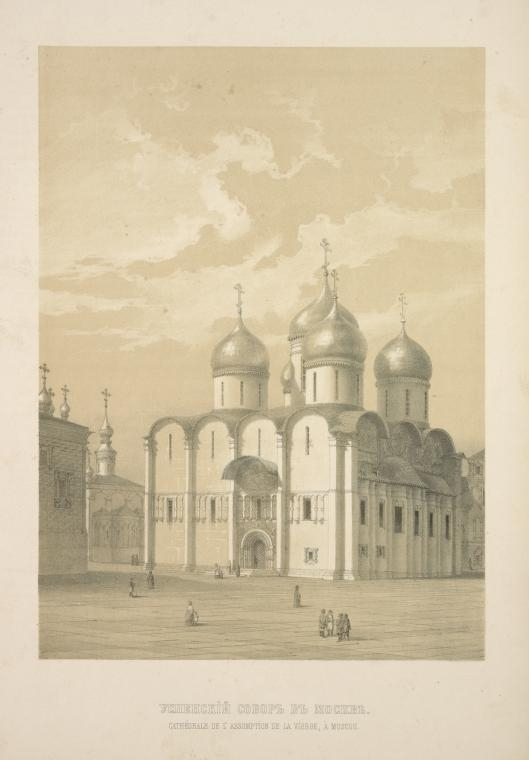
A Catedral da Dormição (1856)

A Catedral da Dormição (em russo: Успенский Собор, Uspensky Sobor), em Moscovo é a igreja principal da Rússia moscovita. A igreja fica na Praça das Catedrais no Kremlin de Moscou e foi construída entre 1475 e 1479, pelo arquiteto italiano Aristotele Fioravanti. Está dedicada à Dormição de Maria.

## Construção
No século XIV, o metropolita Pedro persuadiu Ivã I (Ivan Kalita) de que ele deveria construir uma catedral para a Santa Virgem na capital da Rússia, como a Catedral da Dormição na antiga capital Vladimir. A construção da catedral começou em 4 de agosto de 1326. No ano seguinte, Moscou tornou-se a capital do principado de Vladimir-Susdália, e mais tarde do Principado de Quieve.
No final do século XV, a antiga catedral começou a ser delapidada, e em 1472 os arquitetos de Pskov, Kryvtsov e Myshkin, começaram a construção da nova catedral. Dois anos depois, a construção estava quase completa quando de repente desmoronou, por causa de um sismo, um evento extremamente raro em Moscou.
Ivã III então convidou Aristotele Fioravanti, um celebrado arquiteto e engenheiro de Bolonha, para ir a Moscou e confiou-lhe a tarefa de construir a catedral de um rascunho, nas tradições da arquitetura russa. A catedral em Vladimir foi mais uma vez pega como modelo da construção, e então Fioravanti viajou até Vladimir com ordens de estudar os métodos de construção russos. Ele desenhou uma clara e ampla obra-prima que combinava o espírito do Renascimento com as tradições russas.
A fundação da nova catedral foi projetada para 1475, e em 1479 a igreja foi consagrada pelo Metropolitano Geronti. O interior foi pintado com afrescos e adornado com várias imagens sagradas, incluindo a Teothokos de Vladimir e Blaquernitissa.

## História
Em 1547, a coroação do primeiro czar russo, Ivã, o Terrível, foi feita nesta catedral. De 1721 em diante ela foi o cenário da coroação dos imperadores russos. O ritual de instalação dos metropolitas e patriarcas da Igreja Ortodoxa Russa também aconteceu nessa catedral, e seus túmulos se encontram lá. O patriarcado foi abolido pelo czar Pedro, o Grande e foi restaurado somente após a Revolução de Fevereiro de 1917.
Em 21 de novembro de 1917 a catedral foi o ambiente da instalação de Tikhon (Belavin), o metropolita de Moscou, como patriarca. Depois da transferência do governo bolchevique para Moscou, os serviços nas catedrais do Kremlin foram proibidos. Foi somente com a permissão especial de Lenine, que o serviço final de Páscoa foi mantido em 1918. Os momentos finais desse serviço de Páscoa foram o tema de uma pintura inacabada de Pavel Korin, intitulada Adeus a Rus.
Há uma lenda de que, no inverno de 1941, quando os nazistas já haviam alcançado a entrada de Moscou, Josef Stalin secretamente ordenou um serviço para ser realizado na Catedral da Dormição para rezar pela salvação do país, dos alemães invasores. [carece de fontes?]
Em 1990 a Catedral da Dormição voltou a ser uma igreja, contudo um grande museu ainda se aloja nela.

## Nas artes
A praça em frente à catedral é o lugar da famosa cena da coroação da ópera de Modest Mussorgsky, Boris Godunov.